# レジェンド&バタフライ
『レジェンド&バタフライ』（レジェンド・アンド・バタフライ、英題:THE LEGEND & BUTTERFLY）は、2023年1月27日に公開された日本映画。監督は大友啓史、脚本は古沢良太。主演は東映映画初出演となる木村拓哉。PG12指定。
東映70周年記念作品として総製作費20億円を投じて製作されている。タイトルの「レジェンド」は織田信長のことであり、「バタフライ」は「帰蝶」という呼び名があったと言われる信長の正室・濃姫を意味する。 
織田信長と濃姫、政略結婚で出会った2人が対立しながらも、やがて強い絆で結ばれ、天下統一という夢に向かっていく姿を描く。

## あらすじ
天文18年（1549年）、尾張国(愛知県西部)を治める織田信秀は、和議のために隣国・美濃の斎藤道三の娘・濃姫（帰蝶）を、嫡男・信長の嫁として迎える。「うつけ者」と呼ばれ、奇抜な衣装で着飾ることに夢中な信長に対し、濃姫はこれまでに輿入れした二人の夫が不審な死を遂げ、その首謀者と噂されている女丈夫だった。信長は口喧嘩でも武芸でも敵わず、顔には出さないが濃姫に一目置く。濃姫は尾張に来て初めて見た海を眺めて、いつか異国に行ってみたいという夢を信長に語る。
天文20年（1551年）、父・信秀が没し信長が家督を継ぐ。同じ年、斎藤道三は息子の義龍に討たれ、濃姫は故郷を失う。永禄3年（1560年）には今川義元が尾張に攻め入ったが、信長は軍議で何も決めることが出来ず、軍議の後に一人でいる信長に、濃姫が桶狭間で今川軍を迎え撃つ策を授けるが、作戦は信長が発案したと家臣に触れ回らている。
道三は周囲の敵を制圧し、京に上洛して帝から将軍の位を賜り武士の頂点に立つことを目指していた。濃姫はその遺志を継ぎ、信長を利用して天下統一を目指す。永禄10年（1567年）、信長は濃姫の故郷である美濃を制圧し、離縁して美濃で暮らしたければ申し出れば応じると濃姫に告げる。廃れた室町幕府を再興するために、足利義昭が上洛して将軍職を拝命しようと信長に助力を求めて来たのに乗じて、濃姫は軽挙妄動には走らないと消極的な信長を鼓舞し、京に上らせる。
そんなある日、信長と濃姫は浪人と町娘に扮し、二人きりで京の町に繰り出す。盗人の巣窟に紛れ込んだ二人は襲われて切り合いになり、隠れ潜んだ廃屋で血まみれのまま初めて結ばれた。
元亀元年（1570年）、同盟関係にあった浅井長政の裏切りにより、織田軍は甚大な被害を被ってしまう。その頃、流産した濃姫は二度と懐妊できない身体になったと覚悟していた。
政（まつりごと）に介入する比叡山延暦寺を討伐した頃、信長は冷酷な統治者に変貌し、女や子供まで皆殺しにする命令を下す。信長は止めようとする濃姫に口出しを許さず、自分は人ではなく魔王だと宣言する。自分が目指した天下統一が信長を変えてしまったことに絶望した濃姫は離縁を申し出て城を去った。
天正3年（1575年）、田舎に引き篭もっていた濃姫は重病に倒れる。長篠設楽原の戦に勝利し天下布武を推し進めるものの虚しさに苦しむ信長は、濃姫に頭を下げて傍にいて欲しいと頼み安土城に引き取る。
かつて冷酷な魔王と恐れられた信長だが、その軍議の席で欠伸をする者を見た参謀の明智光秀は、あえて自分が悪役になり信長に打ち据えられることで家臣を震え上がらせようと画策した。しかし、手加減した信長に見切りをつけた光秀は、自分が信長に代わり天下を取ると決意する。
天正10年（1582年）、光秀は本能寺に宿泊した信長を奇襲する。同じ頃、安土城の濃姫は危篤状態に陥っていた。炎上する本能寺の奥の間で地下への抜け穴を見つけ安土城に逃げ帰った信長は、濃姫を連れて南蛮船で日本を脱出し、名もなき船員の夫婦として航海する。しかし、それは信長の幻想だった。濃姫は安土城で息絶え、信長も本能寺で自害して果ててしまう。

## キャスト

### 主要人物
織田信長（おだ のぶなが）
演 - 木村拓哉
天下から「魔王」と恐れられた武将。濃姫に対して、最初は権威を振りかざして尊大な態度を取る。
濃姫（のうひめ）/ 帰蝶（きちょう）
演 - 綾瀬はるか
信長の正室。政略結婚で結ばれるが、男勝りの毅然とした物言いで信長に突っかかる。
福富平太郎貞家（ふくずみ へいたろう さだいえ）
演 - 伊藤英明
濃姫の侍従。濃が信長に嫁いだ際、お供で織田家に来て信長に仕官をしている。
各務野（かがみの）
演 - 中谷美紀
濃姫の筆頭侍女。濃が幼い頃より見守り支える。
斎藤道三（さいとう どうさん）
演 - 北大路欣也
濃姫の父親。美濃の戦国大名。下克上の体現者。「美濃のマムシ」と言われる。
明智光秀（あけち みつひで）
演 - 宮沢氷魚
織田五大将の一人。本能寺で謀反を起こす。
森蘭丸（もり らんまる）
演 - 市川染五郎
信長の側近。信長の小姓。その上品で堂々としたふるまいで、織田家の家臣団や敵にも認められる。
木下藤吉郎（きのした とうきちろう）/ 豊臣秀吉（とよとみ ひでよし）
演 - 音尾琢真
織田五大将の一人。農民出身でありながら、信長の下で数々の功績をあげた。
徳川家康（とくがわ いえやす）
演 - 斎藤工
信長から安土城に招かれ饗応を受ける。後に江戸幕府を開く。

### 織田家の家臣・関係者
滝川一益（たきがわ かずます）
演 - 増田修一朗
織田五大将の一人。鉄砲の名手。
丹羽長秀（にわ ながひで）
演 - 橋本じゅん
織田五大将の一人。魔王となっていく信長に戸惑いながらも支え続ける。
柴田勝家（しばた かついえ）
演 - 池内万作
織田五大将の一人。家中随一の猛将。
林秀貞（はやし ひでさだ）
演 - 本田大輔
信長幼少期の筆頭家老。
佐久間信盛（さくま のぶもり）
演 - 浜田学
織田家の部将。「退き佐久間」と言われる。
森可成（もり よしなり）
演 - 武田幸三
織田家の部将。槍の名手。
前田犬千代 （まえだ いぬちよ）/ 前田利家（まえだ としいえ）
演 - 和田正人
小姓。信長に「犬」と呼ばれている。
池田勝三郎 （いけだ かつさぶろう）/ 池田恒興（いけだ つねおき）
演 - 高橋努
小姓。幼少期から信長に仕える。
長谷川橋介（はせがわ きょうすけ）
演 - レイニ
小姓。気性が荒い。
蜂屋頼隆（はちや よりたか）
演 - 野中隆光
馬廻。信長の親衛隊・黒母衣衆の一人。
すみ
演 - 森田想
濃姫の侍女。
織田信秀（おだ のぶひで）
演 - 本田博太郎
信長の父。
生駒吉乃（いこま きつの）
演 - 見上愛
信長の側室。明るい性格で信長との子を授かる。
平手政秀（ひらて まさひで）
演 - 尾美としのり
信長の教育係。

## スタッフ
- 監督 - 大友啓史
- 脚本 - 古沢良太
- 音楽 - 佐藤直紀
- 製作 - 手塚治、藤島ジュリーK.、早河洋、高木勝裕、金岡紀明、與田尚志、村松秀信、相原晃、中山正久
- 企画プロデュース - 須藤泰司
- プロデューサー - 井元隆佑、福島聡司、森田大児
- Co.プロデューサー - 木村光仁
- キャスティングプロデューサー - 福岡康裕
- アソシエイトプロデューサー - 山本吉應
- 音楽プロデューサー - 津島玄一
- ラインプロデューサー - 森洋亮、中森幸介
- 撮影 - 芦澤明子
- 美術 - 橋本創
- 照明 - 永田英則
- 録音 - 湯脇房雄
- 編集 - 今井剛
- VFXスーパーバイザー - 小坂一順
- 装飾 - 極並浩史
- キャラクターデザイン - 前田勇弥
- 衣装 - 大塚満
- メイク - 酒井啓介
- 床山 - 大村弘二
- スーパーヴァイジングサウンドエディター - 勝俣まさとし
- ミュージックエディター - 石井和之
- スチール - 菊池修
- スタントコーディネーター - 吉田浩之
- 監督補 - 佐野隆英
- 助監督 - 柏木宏紀
- スクリプター - 佐山優佳
- 製作スーパーバイザー - 村松大輔
- 製作担当 - 福居雅之
- プロダクション統括 - 妹尾啓太
- 宣伝プロデューサー - 髙橋遥介、木村徳永
- 配給 - 東映
- 製作プロダクション - 東映京都撮影所
- 製作 - 「THE LEGEND & BUTTERFLY」製作委員会（東映、ジェイ・ストーム、テレビ朝日、東映アニメーション、ティ・ジョイ、東映ビデオ、東映エージエンシー、三映印刷、東映ラボ・テック）

## ロケ地
2021年[9月29日から2022年1月16日にかけて、次の各地で撮影が行われた。
京都市
- 東映京都撮影所、仁和寺（宸殿・御室八十八ヶ所霊場）、神護寺、霊鑑寺、妙心寺、妙顕寺、御寺 泉涌寺（霊明殿）、隨心院、臨済宗建仁寺派妙光寺

山形県鶴岡市
- スタジオセディック庄内オープンセット

宮城県石巻市
- サン・ファン館及びサン・ファン・バウティスタ号

兵庫県
- 養父市の杉ヶ沢高原、丹波篠山市の篠山城、加東市の朝光寺、明石市の明石城

滋賀県
- 甲賀市の岩尾池の一本杉、長浜市の長浜別院大通寺（新御座）、彦根市（彦根城、薩摩町の琵琶湖岸）

三重県津市
- 高田本山専修寺（茶室・安楽庵、庭園・雲幽園）

## ノベライズ
- 矢野隆、映画脚本：古沢良太『THE LEGEND ＆ BUTTERFLY』、（2022年12月22日発売、KADOKAWA、ISBN 978-4-04-113210-4）